# Адолф Данс
Адолф Данс (на нидерландски: Adolf Daens) е фламандски католически духовник и политик. Един от видните представители на ранното християндемократическо движение в политиката, той участва активно и във Фламандското движение в края на XIX век.

## Биография
Адолф Данс е роден на 18 декември 1839 година в Алст, където учи в йезуитския колеж „Свети Йозеф“. След като не е приет в Йезуитския орден, той става свещеник в родния си град.
През следващите години Данс се ангажира все повече с обществено-политически въпроси. Вдъхновен от енцикликата на папа Лъв XIII Rerum Novarum, той се застъпва за радикализиране и демократизиране на Католическата партия и поставя началото на Дансисткото движение, преобразувано през 1893 година в Християнска народна партия, предшественик на днешните Християндемократически и фламандски и Хуманистичен демократичен център.
През 1894 година Адолф Данс е избран за представител в Парламента, където се сблъсква с консервативните кръгове в Католическата партия. През 1898 година дейността му е осъдена от епископа на Гент, но въпреки това той е отново избран за депутат през 1902 година.
Адолф Данс умира на 14 юни 1907 година.